# Liste des épisodes d'Il était une fois dans le trouble

Cet article recense la liste des épisodes de la série télévisée québécoise Il était une fois dans le trouble dans l'ordre de la première diffusion.

## 1resaison (2004-2005)
Diffusée sur VRAK.TV de 2004 à 2005.
1. Le bon, la brute et la poule
2. Y'a une fille dans le vestiaire des gars
3. Le chat
4. Marché au Max
5. Spécial Horreur 1
6. Jon Cupidon
7. Mnotombo
8. Una Bomba
9. La fête de Jee
10. La valize
11. le mariage de Max
12. Le procès
13. Tourteraux et corps en ti-morceaux
14. Russe ou virus
15. La vieille dame et la savane
16. Panne de président
17. Culottes courte et cousine cute
18. 25 décembre
19. TVQQ
20. Spécial phénomènes étranges
21. Habit à paillettes et gel dans le toupet
22. La bactérie
23. Quand les boîtes vivront d'amour
24. Maman Sophie ?
25. L'histoire de la fille du père qui retombe en enfance
26. C'est le temps des vacances

## 2esaison(2005-2006)
Diffusée sur VRAK.TV de 2005 à 2006.
1. Concerto pour chaos en sol mineur
2. Comment doubler son chiffre d'affaires avec Tuyau et Pépito
3. Le break
4. WWIII
5. Le Dalaï Hamster
6. Cruise Country
7. Des bougons
8. Un scénario un ti-peu boiteux de Max
9. Gastooong
10. Spécial horreur 2, le retour du spécial horreur (parodie du personnage Freddy Krueger et du film Le Cercle)
11. X-Ray
12. Idoles pas dull
13. Le bal
14. Hockey
15. El beau frère
16. Au chalet d'oncle Ben
17. L'enlèvement
18. Jalouse jalousie
19. Magazine
20. Amnésie surprise
21. Belette mélamine
22. Vedette vite faite
23. Malédictions
24. Baisers désespérés
25. Le genou meurtrier
26. Petite Alouette

## 3esaison(2006-2007)
Diffusée sur VRAK.TV de 2006 à 2007.
1. Gamezone
2. La groupie
3. Face de rat
4. Steeeeve l'éventreur
5. La téléréalité
6. Hypnose hippique
7. Tu t'imagines, Jon ?
8. Crédit roulant
9. Spécial horreur 3 : l'ultime retour du spécial horreur
10. No problemo
11. Fille chat
12. Fond de vestiaire
13. Le collier
14. Santé et sécurité
15. Magie, mensonges et médecine
16. Gang de rue
17. Le grand ménage
18. Le grand ménage - la suite

## 4esaison(2007-2008)
Diffusée sur VRAK.TV de 2007 à 2008.
| №  | Titre de l’épisode                             | Première diffusion |
| -- | ---------------------------------------------- | ------------------ |
| 1  | Le retour de Julia                             | 3 septembre 2007   |
| 2  | La perle rare                                  | 10 septembre 2007  |
| 3  | Jee versus Jon                                 | 17 septembre 2007  |
| 4  | L'autre niveau                                 | 24 septembre 2007  |
| 5  | On fête Max                                    | 1er octobre 2007   |
| 6  | Le bonheur de Jee fait le malheur de...        | 8 octobre 2007     |
| 7  | La domotique                                   | 15 octobre 2007    |
| 8  | Ça va faire moumoune !                         | 22 octobre 2007    |
| 9  | Spécial horreur 4 : Le pire cauchemar          | 29 octobre 2007    |
| 10 | O-Wii ou non                                   | 5 novembre 2007    |
| 11 | Pet pis répète                                 | 12 novembre 2007   |
| 12 | Camping                                        | 19 novembre 2007   |
| 13 | Le chèque-cadeau                               | 26 novembre 2007   |
| 14 | Bien bon band                                  | 3 décembre 2007    |
| 15 | La grande vente                                | 10 décembre 2007   |
| 16 | Harry Potter et le choix de carrière           | 17 décembre 2007   |
| 17 | I - I - I                                      | 7 janvier 2008     |
| 18 | L'héritier du mal                              | 14 janvier 2008    |
| 19 | Pas game                                       | 21 janvier 2008    |
| 20 | La vengeance est un plat qui se mange al dente | 28 janvier 2008    |

## 5esaison(2008-2009)
Diffusée sur VRAK.TV de 2008 à 2009.
| №  | Titre de l’épisode                         | Première diffusion |
| -- | ------------------------------------------ | ------------------ |
| 1  | Le Jon-napping                             | 25 août 2008       |
| 2  | L'appart intime et coquet                  | 1er septembre 2008 |
| 3  | La lettre                                  | 8 septembre 2008   |
| 4  | Tout est hockey                            | 15 septembre 2008  |
| 5  | Mon chien est mort                         | 22 septembre 2008  |
| 6  | Fierté et cheveux coincés                  | 29 septembre 2008  |
| 7  | Tanguy                                     | 6 octobre 2008     |
| 8  | Que la force soit avec Max                 | 13 octobre 2008    |
| 9  | Uniforme                                   | 20 octobre 2008    |
| 10 | Petit horreur                              | 27 octobre 2008    |
| 11 | Jeux de mains                              | 3 novembre 2008    |
| 12 | Méchant changement chez Jee                | 10 novembre 2008   |
| 13 | Je me souviens                             | 17 novembre 2008   |
| 14 | Le vol                                     | 24 novembre 2008   |
| 15 | Les olympiques                             | 1er décembre 2008  |
| 16 | Les nanas                                  | 8 décembre 2008    |
| 17 | Le chat partit, les souris font le party ! | 15 décembre 2008   |
| 18 | Les triplets                               | 5 janvier 2009     |
| 19 | Jacques Sauvage                            | 12 janvier 2009    |
| 20 | Le nouveau                                 | 19 janvier 2009    |

## 6esaison(2009-2010)
Diffusée sur VRAK.TV de 2009 à 2010.
1. Gym-Prison-Santé
2. Tatou
3. Beau travail, génie !
4. Les twits
5. La bête de cirque
6. Sang-froid et crème glacée
7. Des histoires d'amour
8. Le dernier hot-dog
9. M'ame la minisse
10. Spécial horreur
11. On connait la chanson
12. Tony le rat
13. Karaté-man
14. L'oubli
15. La fin est proche
16. Jean-Guy Balboa (parodie du boxeur fictif Rocky Balboa)
17. Crosby, Ovechkin, Malkin
18. L'enfer est un lien de fer
19. Cœur de robeur
20. T'es mon meilleur
21. L'E.Tinérant
22. Ze revenge of ze filles
23. Paris Academie
24. Direction Sud
25. Le congé du calme
26. Le chalet à Yvon

## 7esaison(2010-2011)
Diffusée sur VRAK.TV de 2010 à 2011.
1. La môman de Max
2. La fête du rire
3. Le bacon d'Adélard
4. Coup de Tonnerre
5. Jon Joannie
6. Couple à la dérive
7. Le mime
8. Le cirque
9. La belle et le Bob
10. Horreur
11. Les coquerelles et la coquille du Kid
12. Max est mort !
13. Panne d'inspiration
14. L'amour est aveugle
15. Imagine
16. Pignapping
17. Le collectionneur
18. Spa moi
19. Le sang royal
20. Survivre à l'attente à l'urgence
21. J'ai tout rien fait !
22. Les Chinois
23. Coupe
24. La boutique
25. Le vendeur de balayeuse
26. Le bal de Réal

## 8esaison(2011-2012)
- Diffusée sur VRAK.TV du 29 août 2011 au 2 avril 2012

| №  | Titre de l’épisode                     | Première diffusion |
| -- | -------------------------------------- | ------------------ |
| 1  | Hey Bob                                | 29 août 2011       |
| 2  | Le sauvetage                           | 5 septembre 2011   |
| 3  | Le neveu de Bob                        | 12 septembre 2011  |
| 4  | Wow! C'est incroyable ! Du jus !       | 19 septembre 2011  |
| 5  | Le contrat du siècle                   | 26 septembre 2011  |
| 6  | La saga Victor                         | 3 octobre 2011     |
| 7  | À qui le p'tit?                        | 10 octobre 2011    |
| 8  | De parrain à super vilain              | 17 octobre 2011    |
| 9  | Le retour de l'horreur                 | 24 octobre 2011    |
| 10 | L'ami imaginaire                       | 31 octobre 2011    |
| 11 | Jee, l'homme qui parle aux grenouilles | 7 novembre 2011    |
| 12 | Déchets toxiques                       | 14 novembre 2011   |
| 13 | Joyeux Boxing Day !                    | 19 décembre 2011   |
| 14 | Le plus grand des ti-comik             | 9 janvier 2012     |
| 15 | Les coupons-rabais                     | 16 janvier 2012    |
| 16 | Drôle d'oiseau                         | 23 janvier 2012    |
| 17 | Uniformes                              | 30 janvier 2012    |
| 18 | Les Auréliens                          | 6 février 2012     |
| 19 | Star du web                            | 13 février 2012    |
| 20 | Séparations                            | 20 février 2012    |
| 21 | Napoléjon                              | 27 février 2012    |
| 22 | Avec le temps, rien ne s'arrange       | 5 mars 2012        |
| 23 | Touche pas à ma mère                   | 12 mars 2012       |
| 24 | Le poisson aux œufs d'or               | 19 mars 2012       |
| 25 | Gribouilleur en série                  | 26 mars 2012       |
| 26 | Plus d'amour, moins de Jee             | 2 avril 2012       |

## 9esaison(2012-2013)
- Diffusée sur VRAK.TV du 27 août 2012 au 18 mars 2013.

| №  | Titre de l’épisode                          | Première diffusion |
| -- | ------------------------------------------- | ------------------ |
| 1  | Jee explose                                 | 27 août 2012       |
| 2  | Dur lendemain                               | 3 septembre 2012   |
| 3  | Trois gars et une Sybil                     | 10 septembre 2012  |
| 4  | Vieux chanceux                              | 17 septembre 2012  |
| 5  | L'araignée canadienne                       | 24 septembre 2012  |
| 6  | Un homme de confiance                       | 1er octobre 2012   |
| 7  | La salle des bas perdus                     | 8 octobre 2012     |
| 8  | Jee: danseur étoile                         | 15 octobre 2012    |
| 9  | Prends-moi pas pour un clown                | 22 octobre 2012    |
| 10 | Spécial Halloween : le viking et le poussin | 29 octobre 2012    |
| 11 | Big Sister                                  | 5 novembre 2012    |
| 12 | Maman-papa                                  | 12 novembre 2012   |
| 13 | So-So-So Sophie                             | 19 novembre 2012   |
| 14 | La légende de Zia                           | 26 novembre 2012   |
| 15 | Deux lutins et une dinde                    | 3 décembre 2012    |
| 16 | Beau bio                                    | 7 janvier 2013     |
| 17 | L'espionne                                  | 14 janvier 2013    |
| 18 | Une histoire tirée par les cheveux          | 21 janvier 2013    |
| 19 | Les bibittes<<<<<<<<<<<<<<<<<<<<            | 28 janvier 2013    |
| 20 | L'inspecteur s'emmêle                       | 4 février 2013     |
| 21 | La forêt enchantée                          | 11 février 2013    |
| 22 | L'argent n'a pas d'odeur                    | 18 février 2013    |
| 23 | Réno-Bob                                    | 25 février 2013    |
| 24 | Mariage                                     | 4 mars 2013        |
| 25 | So So So Soccer                             | 11 mars 2013       |
| 26 | Le prochain député                          | 18 mars 2013       |

## 10esaison(2013-2014)
- Diffusée sur VRAK.TV depuis le 26 août 2013.

| №   | #  | Titre original                           | auteur(e)s                               | Réalisateur     | Première diffusion |
| --- | -- | ---------------------------------------- | ---------------------------------------- | --------------- | ------------------ |
| 215 | 1  | La vraie Sophie pour vrai                | Jean-François Bélanger                   | Michel Nicolas  | 26 août 2013       |
| 216 | 2  | Le roi de la poutine                     | Jean-François Bélanger                   | Michel Nicolas  | 2 septembre 2013   |
| 217 | 3  | La coupe parfaite                        | Benoît Chartier                          | Michel Nicolas  | 9 septembre 2013   |
| 218 | 4  | La tente hantée                          | Sylvain Ratté                            | Michel Nicolas  | 16 septembre 2013  |
| 219 | 5  | Le Bill du Bob                           | Jean-François Bélanger                   | Michel Nicolas  | 23 septembre 2013  |
| 220 | 6  | Une pointe de bonheur                    | Benoît Chartier                          | Michel Nicolas  | 30 septembre 2013  |
| 221 | 7  | La Bourlingue                            | Marie-Hélène Lapierre & Kristine Metz    | Michel Nicolas  | 7 octobre 2013     |
| 222 | 8  | Dow Jon                                  | Sylvain Ratté                            | Michel Nicolas  | 14 octobre 2013    |
| 223 | 9  | Mémoire-man                              |                                          |                 | 21 octobre 2013    |
| 224 | 10 | Terreur de l'espace                      |                                          |                 | 28 octobre 2013    |
| 225 | 11 | Le championnat de l'amitié               |                                          |                 | 4 novembre 2013    |
| 226 | 12 | Mon meilleur ennemi                      |                                          |                 | 11 novembre 2013   |
| 227 | 13 | Frosté et les pâtés                      |                                          |                 | 16 décembre 2013   |
| 228 | 14 | L'homme qui parlait aux plantes          | Marie-Hélène Lapierre & Kristine Metz    | France Bertrand | 6 janvier 2014     |
| 229 | 15 | La taupe                                 |                                          |                 | 13 janvier 2014    |
| 230 | 16 | Non, je le veux                          |                                          |                 | 20 janvier 2014    |
| 231 | 17 | Bijoux de famille                        |                                          |                 | 27 janvier 2014    |
| 232 | 18 | Le rein de Max                           |                                          | France Bertrand | 3 février 2014     |
| 233 | 19 | Le filleul idéal                         |                                          |                 | 10 février 2014    |
| 234 | 20 | La flamme olympique                      | Jean-François Bélanger                   | France Bertrand | 17 février 2014    |
| 235 | 21 | D'amitié, d'amour et d'eau fraîche       | Marie-Hélène Lapierre                    | France Bertrand | 24 février 2014    |
| 236 | 22 | Une dent contre toi                      | Kristine Metz                            | France Bertrand | 3 mars 2014        |
| 237 | 23 | Panique à Père-Marquette - Spécial école | Jean-François Bélanger                   | France Bertrand | 10 mars 2014       |
| 238 | 24 | Le French Tape                           | Sylvain Ratté                            | France Bertrand | 17 mars 2014       |
| 239 | 25 | Au tapis                                 | Jean-François Bélanger & Benoît Chartier | Michel Nicolas  | 24 mars 2014       |
| 240 | 26 | Double Jon                               | Michel Nicolas                           |                 | 31 mars 2014       |

## 11esaison(2014)
- Il y aura 15 épisodes en tout selon la programmation de l'automne 2014[1].

- Diffusée sur VRAK.TV depuis le 25 août 2014[1].

| №  | Titre de l’épisode                | Première diffusion |
| -- | --------------------------------- | ------------------ |
| 1  | Double Jon... la suite            | 25 août 2014       |
| 2  | Surprise !                        | 1er septembre 2014 |
| 3  | Désorientation                    | 8 septembre 2014   |
| 4  | Un cell manque à l'appel          | 15 septembre 2014  |
| 5  | Le p'tit train qui fait coin coin | 22 septembre 2014  |
| 6  | L'infidélité de Jon               | 29 septembre 2014  |
| 7  | Le gars de l'impôt                | 6 octobre 2014     |
| 8  | Le mi-cru                         | 13 octobre 2014    |
| 9  | Opération Mars                    | 20 octobre 2014    |
| 10 | Zombies, the musical              | 27 octobre 2014    |
| 11 | La mère de qui ?                  | 3 novembre 2014    |
| 12 | La piqûre de l'acupuncture        | 10 novembre 2014   |
| 13 | Ni oui, ni non                    | 17 novembre 2014   |
| 14 | La grande finale (Partie 1)       | 24 novembre 2014   |
| 15 | La grande finale (Partie 2)       | 24 novembre 2014   |